# العد العكسي (مسلسل)
العد العكسي (بالإسبانية: Cuenta atrás)‏ مسلسل إسباني بوليسي مدبلج إلى اللغة العربية باللهجة السورية عرض على قناة أبو ظبي الفضائية يقوم على حلقات كل حلقة lمنفصلة عن الأخرى ونفس الابطال. عرض مساء كل جمعة.
بالهجة المغربية
العد العكسي (المسلسل) Cuenta atrás مسلسل الأسباني مدبلج إلى اللهجة المغربية وهدا مسلسل الاسبوعي رائع جدا ومشوق للغاية يعرض على قناة دوزيم 2mالفضائية المغربية عنصر الزمن مهم جدا بالنسبة لوحدة الشرطة التي يترأسها العميل كورسو، فهي دائما في تسابق مع الوقت للوصول إلى الحقيقة.
تتكون هذه الوحدة من أربعة محققين إلى جانب العميل كورسو، الرهان الأساسي لهذه الوحدة هو فك ألغاز مختلف الجرائم، محاولة إبعاد الخطر، وحماية الناس.
تابعوا أحداث هذه السلسة المليئة بالتشويق والمفاجآت. على قناة 2M.

## شخصيات العمل
| الشخصية العربية | الممثل                | مؤدي الصوت العربي | معلومات عن الشخصية         |
| --------------- | --------------------- | ----------------- | -------------------------- |
| كورسو           | Dani Martin           | شعيب خليلي        | المحقق بطل المسلسل         |
| ليو             | Barbara Lennie        |                   | معلومة عنه                 |
| ماريو           | Alex Gonzalez         |                   | صديق كورسو وليو            |
| مورينا          | José Ángel Egido      |                   | محقق في الفريق وصديقهم     |
| روسيو           | Teresa Hurtado de Ory |                   | صديقتهم ومحققة في المجموعة |

انظر أيضا
http://www.2m.tv/arabe/mousalsalate/article.asp?cat=1481 على قناة 2m maroc
- العد العكسي دراما أسبانية تطل لأول مرة عبر قناة أبوظبي الأولى

## روابط خارجية
- العد العكسي على موقع IMDb (الإنجليزية)
- العد العكسي على موقع كينوبويسك (الروسية)
- العد العكسي على موقع ألو سيني (الفرنسية)
- العد العكسي على موقع قاعدة بيانات الفيلم (الإنجليزية)